# Jules Iding
Jules Iding (Eindhoven, 2 januari 1948) is een Nederlands politicus en bestuurder namens de SP.

## Loopbaan
Iding behaalde het HBS-b-diploma aan het St. Joris College in Eindhoven en studeerde landschapsarchitectuur aan de Landbouwuniversiteit Wageningen. Hierna was hij werkzaam als landschapsarchitect en zat hij vanaf 1974 deels samen met oprichter Jan Marijnissen in de gemeenteraad van Oss. Hij was gedurende twee raadsperiodes wethouder in die gemeente, met de portefeuilles ruimtelijke ontwikkeling, grondbedrijf, openbare ruimte, mobiliteit, natuur- en landschap. Iding had in 1996 de primeur de eerste dagelijks bestuurder  namens de SP in Nederland te zijn. In april 2011 werd hij de eerste gedeputeerde namens die partij in de provincie Noord-Brabant. Daar vervulde Iding de portefeuille  Ecologie en Handhaving. In september 2011 trad hij wegens gezondheidsredenen af.
- Gemeinsame Normdatei: 1038022657
- International Standard Name Identifier: 0000 0003 8826 9911
- Nederlandse Thesaurus van Auteursnamen: 074764756
- Virtual International Authority File: 281367253
- WorldCat: E39PBJghkhbJXwxBGm87t8XmVC